# 두툼가락도마뱀붙이속
두툼가락도마뱀붙이속(Chondrodactylus)은 도마뱀붙이과에 속한 도마뱀붙이류의 일속이며, 대중적으로는 틱토 게코(thick-toed geckos)라 불린다. 그 생태에 대해서는 별로 알려지지 않았다.

## 분류
하술할 종과 아종이 유효하다고 인정받는다.
- Chondrodactylus angulifer 피터스, 1870 – common giant ground gecko
  - Chondrodactylus angulifer angulifer 피터스, 1870
  - Chondrodactylus angulifer namibensis Haacke, 1976
- Chondrodactylus bibronii (앤드류 스미스(:en:A. Smith), 1846) – Bibron's thick-toed gecko[3]
- Chondrodactylus fitzsimonsi (아서 러브릿지(:en:Loveridge), 1947) – Fitzsimons's thick-toed gecko
- Chondrodactylus laevigatus 피셔(:en:Fischer), 1888 – Fischer's thick-toed gecko
- Chondrodactylus pulitzerae (슈미트(:en:Schmidt), 1933) – Pulitzer's thick-toed gecko
- Chondrodactylus turneri (그레이, 1864) – Turner's thick-toed gecko

주의사항: 삽입어구의 이명 명명자(en:Binominal nomenclature)는 원래 해당 종을 두툼가락도마뱀붙이속(Chondrodactylus)과는 다른 속에 속한 것으로 기술했을지도 모른다.